# بيل هنت (مهندس)
بيل هنت (بالإنجليزية: Bill Hunt)‏ هو مهندس أمريكي، ولد في 22 أغسطس 1890، وتوفي في 15 ديسمبر 1950.

## روابط خارجية
- بيل هنت على موقع DriverDB.com (الإنجليزية)